# Nature Valley Open 2019 - Qualificazioni femminili
Le qualificazioni del singolare del Nature Valley Open 2019 sono state un torneo di tennis preliminare per accedere alla fase finale della manifestazione. Le vincitrici dell'ultimo turno sono entrate di diritto nel tabellone principale. In caso di ritiro di una o più giocatrici aventi diritto a queste sono subentrate le lucky loser, ossia le giocatrici che hanno perso nell'ultimo turno ma che avevano una classifica più alta rispetto alle altre partecipanti che avevano comunque perso nel turno finale.

## Teste di serie
1. Yanina Wickmayer (ritirata)
2. Tereza Martincová (primo turno)
3. Kimberly Birrell (primo turno)
4. Liudmila Samsonova (qualificata)
5. Magdalena Fręch (qualificata)
6. Danielle Lao (qualificata)

1. Giulia Gatto-Monticone (ultimo turno, ritirata)
2. Ankita Raina (ultimo turno, Lucky loser)
3. Verónica Cepede Royg (ultimo turno)
4. Jana Čepelová (primo turno)
5. Jessika Ponchet (ultimo turno)
6. Valeria Savinykh (ultimo turno)

## Qualificate
1. Elena-Gabriela Ruse
2. Tara Moore
3. Ellen Perez

1. Liudmila Samsonova
2. Magdalena Fręch
3. Danielle Lao

### Lucky loser
1. Chloé Paquet

1. Ankita Raina

## Tabellone

### Legenda
| - Q = Qualificato - WC = Wild card - LL = Lucky loser | - ALT = Alternate - SE = Special Exempt - PR = Protected Ranking | - w/o = Walkover - r = Ritirato - d = Squalificato |

### Sezione 1
|  | Primo turno | Primo turno         | Primo turno         | Primo turno | Primo turno |  |  | Ultimo turno | Ultimo turno        | Ultimo turno        | Ultimo turno | Ultimo turno |  |
|  |             |                     |                     |             |             |  |  |              |                     |                     |              |              |  |
|  | Alt         | Chloé Paquet        | Chloé Paquet        | 6           | 7           |  |  |              |                     |                     |              |              |  |
|  |             | Mariam Bolkvadze    | Mariam Bolkvadze    | 0           | 6(1)        |  |  | Alt          | Chloé Paquet        | Chloé Paquet        | 3            | 3            |  |
|  |             | Elena-Gabriela Ruse | Elena-Gabriela Ruse | 6           | 7           |  |  |              | Elena-Gabriela Ruse | Elena-Gabriela Ruse | 6            | 6            |  |
|  | 10          | Jana Čepelová       | Jana Čepelová       | 4           | 64          |  |  |              |                     |                     |              |              |  |

### Sezione 2
|  | Primo turno | Primo turno            | Primo turno            | Primo turno | Primo turno |  |  | Ultimo turno | Ultimo turno           | Ultimo turno           | Ultimo turno | Ultimo turno |  |
|  |             |                        |                        |             |             |  |  |              |                        |                        |              |              |  |
|  | 2           | Tereza Martincová      | Tereza Martincová      | 4           | 2           |  |  |              |                        |                        |              |              |  |
|  | WC          | Tara Moore             | Tara Moore             | 6           | 6           |  |  | WC           | Tara Moore             | Tara Moore             | 5            |              |  |
|  |             | Xu Shilin              | Xu Shilin              | 3           | 3           |  |  | 7            | Giulia Gatto-Monticone | Giulia Gatto-Monticone | 4            | r            |  |
|  | 7           | Giulia Gatto-Monticone | Giulia Gatto-Monticone | 6           | 6           |  |  |              |                        |                        |              |              |  |

### Sezione 3
|  | Primo turno | Primo turno      | Primo turno      | Primo turno | Primo turno |  |  | Ultimo turno | Ultimo turno | Ultimo turno | Ultimo turno | Ultimo turno |  |
|  |             |                  |                  |             |             |  |  |              |              |              |              |              |  |
|  | 3           | Kimberly Birrell | Kimberly Birrell | 3           | 3           |  |  |              |              |              |              |              |  |
|  |             | Ellen Perez      | Ellen Perez      | 6           | 6           |  |  |              | Ellen Perez  | 6            | 3            | 6            |  |
|  |             | Zhang Kailin     | Zhang Kailin     | 3           | r           |  |  | 8            | Ankita Raina | 1            | 6            | 3            |  |
|  | 8           | Ankita Raina     | Ankita Raina     | 6           |             |  |  |              |              |              |              |              |  |

### Sezione 4
|  | Primo turno | Primo turno        | Primo turno        | Primo turno | Primo turno |  |  | Ultimo turno | Ultimo turno       | Ultimo turno       | Ultimo turno | Ultimo turno |  |
|  |             |                    |                    |             |             |  |  |              |                    |                    |              |              |  |
|  | 4           | Liudmila Samsonova | Liudmila Samsonova | 6           | 6           |  |  |              |                    |                    |              |              |  |
|  |             | Ma Shuyue          | Ma Shuyue          | 4           | 4           |  |  | 4            | Liudmila Samsonova | Liudmila Samsonova | 6            | 6            |  |
|  | WC          | Freya Christie     | 6                  | 3           | 4           |  |  | 12           | Valeria Savinykh   | Valeria Savinykh   | 4            | 1            |  |
|  | 12          | Valeria Savinykh   | 3                  | 6           | 6           |  |  |              |                    |                    |              |              |  |

### Sezione 5
|  | Primo turno | Primo turno          | Primo turno          | Primo turno | Primo turno |  |  | Ultimo turno | Ultimo turno         | Ultimo turno         | Ultimo turno | Ultimo turno |  |
|  |             |                      |                      |             |             |  |  |              |                      |                      |              |              |  |
|  | 5           | Magdalena Fręch      | Magdalena Fręch      | 6           | 6           |  |  |              |                      |                      |              |              |  |
|  | WC          | Eden Silva           | Eden Silva           | 4           | 2           |  |  | 5            | Magdalena Fręch      | Magdalena Fręch      | 6            | 6            |  |
|  |             | Caroline Dolehide    | Caroline Dolehide    | 4           | 3           |  |  | 9            | Verónica Cepede Royg | Verónica Cepede Royg | 2            | 1            |  |
|  | 9           | Verónica Cepede Royg | Verónica Cepede Royg | 6           | 6           |  |  |              |                      |                      |              |              |  |

### Sezione 6
|  | Primo turno | Primo turno     | Primo turno     | Primo turno | Primo turno |  |  | Ultimo turno | Ultimo turno    | Ultimo turno | Ultimo turno | Ultimo turno |  |
|  |             |                 |                 |             |             |  |  |              |                 |              |              |              |  |
|  | 6           | Danielle Lao    | Danielle Lao    | 7           | 6           |  |  |              |                 |              |              |              |  |
|  | WC          | Sarah Beth Grey | Sarah Beth Grey | 64          | 2           |  |  | 6            | Danielle Lao    | 4            | 7            | 6            |  |
|  |             | Kaylah McPhee   | 7               | 62          | 1           |  |  | 11           | Jessika Ponchet | 6            | 67           | 3            |  |
|  | 11          | Jessika Ponchet | 65              | 7           | 6           |  |  |              |                 |              |              |              |  |